# Бон Джови, Джон
Джон Фрэ́нсис Бонджо́ви-младший (англ. John Francis Bongiovi, Jr.; род. 2 марта 1962[…], Перт-Амбой, Нью-Джерси), более известный как Джон Бон Джо́ви (англ. Jon Bon Jovi) — американский рок-музыкант, поэт-песенник и актёр, прежде всего известный как вокалист, гитарист и основатель популярной американской рок-группы Bon Jovi. На август 2008 года в мире было продано более 140 млн экземпляров альбомов группы.

## Биография

### Детство
Джон Фрэнсис Бонджови-младший родился 2 марта 1962 года в Перт-Амбое (Нью-Джерси, США). Он сын парикмахера Джона Фрэнсиса Бонджови и флористки Кэрол Бонджови (в девичестве Шарки (англ. Sharkey)). Его отец имеет итальянское (из Сицилии) и словацкое происхождение, а мать — польское и немецко-швейцарское. Также заявляет о наличии русских корней..

### Юность
С юных лет он увлекался музыкой, играл на гитаре, выступал в составе местных групп, песни же писал с 13 лет. Подрабатывая в звукозаписывающей студии своего кузена, Джон имел возможность пользоваться её аппаратурой. Ранняя его композиция «Runaway» имела популярность на местных радиостанциях. В 1983 году он организовал группу, в состав которой вошли его друг Дэвид Рашбаум, гитарист Дэйв Сабо (его затем заменил Ричи Самбора), басист Алек Джо Сач и барабанщик Тико Торрес. Названием группы стала слегка видоизменённая фамилия её лидера — «Bon Jovi». Вскоре музыканты подписали контракт с лейблом Mercury.
В 1984 году вышел дебютный альбом группы, Bon Jovi, а песня «Runaway» вошла в Топ-40. На следующий год был выпущен альбом 7800 Fahrenheit, ставший «золотым». Новым успехом группы оказался альбом Slippery When Wet (1986), проданный тиражом более 28 миллионов экземпляров по всему миру и поднявший Джона Бон Джови на «звёздные» высоты. Две песни с него, «You Give Love A Bad Name» и «Livin' On A Prayer» занимали первые позиции в хит-парадах, а «Wanted Dead or Alive» вошла в топ-десятку. Успехом пользовался и очередной альбом New Jersey (1988), в поддержку которого группа провела гастрольный тур.
Затем Джон Бон Джови стал уделять больше внимания другим своим проектам: он занялся продюсированием — работал, в частности, с группами Gorky Park и Cinderella. Потом Бон Джови выступил как композитор, создав саундтрек к фильму «Молодые стрелки 2», выпущенный вскоре как сольный диск Blaze of Glory (1990). Через семь лет свет увидел второй его «сольник» Destination Anywhere. Тогда же он сам снял короткометражный фильм с песнями из этого альбома.
В 1995 году состоялся дебют Джона Бон Джови как актёра в мелодраме «Лунный свет и Валентино», где его партнёрами были Кэтлин Тёрнер, Вупи Голдберг, Гвинет Пэлтроу. В 2000 году на экраны вышла военная драма Джонатана Мостоу "U-571", в которой Бон Джови сыграл роль лейтенанта Пита Эмметта.
Если спросить у Джона Бона Джови, в чём разница между сочинением композиций для альбома Bon Jovi и своего собственного альбома, с ответом он не задержится.
«Когда вы делаете групповую запись, это совместная работа… это не всегда моя история или его история, это становится нашей историей. Но на этот раз, — делает паузу Джон, — это исключительно мой голос».
Этот голос проявится во всю силу в альбоме под названием Destination Anywhere. В этот альбом вошли эмоциональные, сложные по звучанию композиции. Музыкант хотел показать, что представляет собой Бон Джови как артист. И эта цель была достигнута отказом от сложившихся о его музыке стереотипов. Сумбурные, более ритмичные, но построенные скорее на изысканных пассажах, чем на гитарных аккордах, композиции из альбома Destination Anywhere звучат не как истошный крик, а как страстный шёпот. К работе над альбомом Destination Anywhere Джон привлёк разнородную и невероятную по составу группу музыкантов, в том числе продюсера и композитора Дэйва Стюарта и Стива Лайрони (Steve Lironi), известного по композиции «Black Grape’s It’s Great When You’re Straight». Как рассказывает сам Джон: «Я приготовился сделать выстрел, и если бы моя идея не сработала, я бы сразу от неё отказался. В теории я задумал участие пяти продюсеров, с двумя треками каждый! Вот был бы альбом! Но затем я отобрал две композиции со Стивом, они мне очень понравились, кроме того, я был поражён тем, как он работает. Мы начали с составления плана и работали в обратном порядке… Это кардинально отличается от моего стиля работы над альбомом. В результате я приготовил Стиву восемь треков, а он сделал ещё три. Главное, я понимал, что такой способ записи позволяет не бояться экспериментировать с новыми идеями и придает моей музыке новые краски». Все эти радикальные перемены в методах записи происходили в Лондоне. Джон провёл там три месяца на съёмках фильма «Лидер», и, видимо, новые ритмы витали в британском воздухе. Джон записал первые десять песен альбома на акустической гитаре во время перерывов, уединившись в съёмочном вагончике, и в конце концов завершил большую часть композиций в своей основной студии. При работе над альбомом Destination Anywhere Джону помогали клавишник Bon Jovi Дэвид Брайан, Эрик Базилиан из The Hooters, барабанщик Кенни Аронофф (Kenny Aronoff), Дэйв Стюарт и множество музыкантов, друзей и бэби-ситеров. «Каждый, кто заходил в студию, в какой-то степени принимал участие в альбоме», — смеётся Джон.

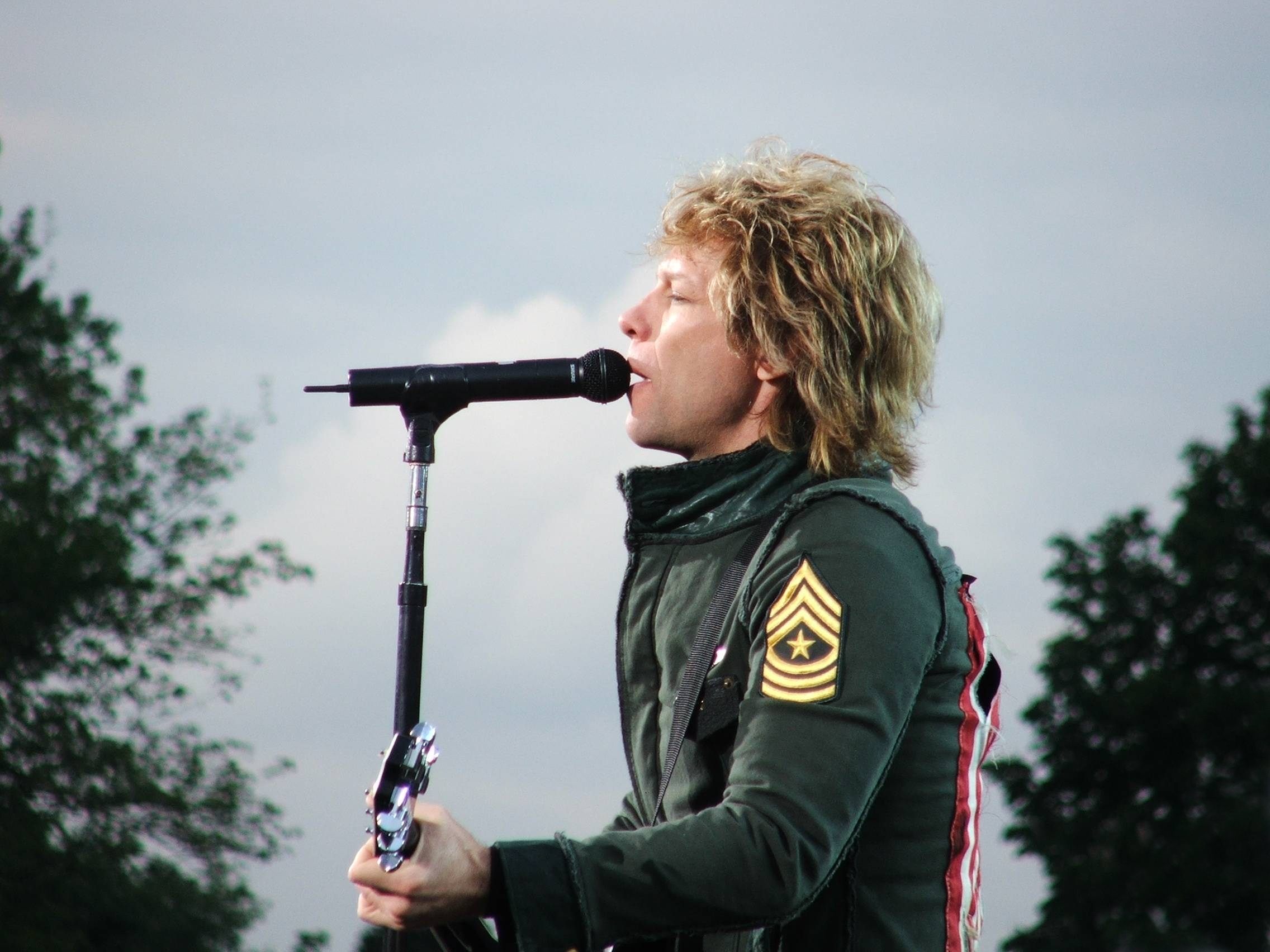
Бон Джови на концерте в Неймегене в 2006 году

Несмотря на всю неортодоксальность способов создания этого альбома, некоторые вещи остались неизменными, а именно лирическая тематика песен Джона: вера и отсутствие иллюзий. Хотя на этот раз эти темы стали более автобиографичными по тону. В известном сингле «August 7, 4:15» Джон затрагивает болезненную тему убийства дочери его менеджера. «Полночь в Челси» («Midnight in Chelsea»), первый сингл альбома, — возвышенное повествование о времени, проведённом в Лондоне. Полная энергии композиция «Janie, Don’t Take Your Love To Town» — хроника семейных баталий с женой, которая, как шутит Джон, «всегда прикидывалась простушкой», а в композиции «В каждом слове есть часть моего сердца» («Every Word Has A Piece Of My Heart») звучит присущая Бон Джови лирическая искренность.
Эта искренность и решимость следовать своему стилю лежит в основе творчества Бон Джови (и солиста, и ансамбля). Более 13 лет Бон Джови царил в музыкальной индустрии, продав более 75 миллионов альбомов во всём мире. Кроме того, группа активно выступает с концертами, собирая арены и стадионы по всему миру. Компакт-диск группы 1995 года These Days стал мультиплатиновым и продемонстрировал творческую зрелость музыкантов. В настоящее время они работают над сольными проектами, но в ближайшем будущем планируют совместную студийную работу.
Что касается непосредственно Джона Бон Джови, то он планирует продолжить съёмки, его карьера в кино началась в 1995 году с тепло встреченного критикой фильма «Лунный свет и Валентино». Кроме того, он снялся в короткометражном фильме к альбому Destination Anywhere. Вскоре Джон появился в картине студии Miramax «Доморощенный», в котором также снялся обладатель премии «Оскар» Билли Боб Торнтон. От музыки Джон тоже не отказывается. «Самое большое, что я делаю в жизни — это сочинение песен. Это гораздо важнее записи и концертов. Потому что песня — это то, что я создал и что останется навсегда».

### Карьера
В семнадцать лет Джон работал уборщиком на студии звукозаписи своего двоюродного брата Тони Бонджови The Power Station. В 1980 году, когда Meco записывал Christmas in the Stars: The Star Wars Christmas Album, Тони порекомендовал Джона для песни «R2-D2 We Wish You A Merry Christmas». Это стало его первой профессиональной записью (под именем Джона Бонджови). Он ушёл оттуда в 1983 году, когда добился контракта на запись альбома.
Вместе с Хью Макдональдом, который заменит Алека Джона Сача в качестве басиста Bon Jovi в 1994 году, и Дэвидом Сабо Джон выпускает песню «Runaway», одну из немногих, которые, согласно одной из версий, Джон написал во время своих поездок на автобусе из Sayreville на The Power Station. Он был у нескольких звукозаписывающих компаний, включая Atlantic Records и Mercury (PolyGram), но везде получил отказ. В конце концов он пошёл к диск-жокею на WAPP-FM (радиошоу на Манхэттене) и попросил диджея послушать «Runaway». Диджею она понравилась, и он поставил её в эфир; он даже включил её в пластинку «WAPP». «Runaway» стала хитом. Звукозаписывающая компания Mercury предложила Джону контракт в 1983 году, и Джон пригласил гитариста Ричи Самбору, клавишника Дэвида Брайана, ударника Тико Торреса и басиста Алека Джона Сача и организовал группу. Позднее Джон нашёл Дока МакГи, который затем станет менеджером группы. Во время поиска названия для новой группы один из участников предложил «Bon Jovi». Хотя Док МакГи не одобрял это предложение (утверждая, что это звучит как французское мороженое), название прижилось, а Джон немного изменил собственное имя на Джон Бон Джови.
С помощью нового менеджера дебютный альбом группы, Bon Jovi, был выпущен 21 января 1984 года. Альбом стал золотым в США (было продано более 500 000 копий) и также был выпущен в Великобритании. Группа играла на разогреве у ZZ Top на Мэдисон-сквер-гарден (перед выходом первого альбома), и у Scorpions и Kiss в Европе. Они также появлялись на American Bandstand Дика Кларка.
В 1985 году был выпущен второй альбом Бон Джови 7800°Fahrenheit, но его успех был незначителен. Ведущий британский рок-журнал Kerrang!, который очень положительно отозвался о дебютной пластинке, назвал новый альбом «бледной имитацией тех Бон Джови, которых мы знали и любили». Джон Бон Джови позже сам говорил о том, что он мог и должен был быть лучше. В многочисленных интервью участники группы утверждают, что не будут исполнять «живьём» ни одну песню с этого альбома.
Поворотный момент настал, когда для создания своего третьего альбома Slippery When Wet они пригласили поэта и композитора Дезмонда Чайлда. С Чайлдом в качестве соавтора многих хитов на этом и будущих альбомах группа стала исключительно популярна по всему миру с такими песнями как «You Give Love a Bad Name», «Livin' On A Prayer» и «Wanted Dead or Alive». Альбом был продан в количестве 28 миллионов копий по всему миру.
Следующим альбомом Бон Джови был New Jersey, выпущенный в 1988 году. Он был записан сразу после тура в поддержу Slippery When Wet, так как группа хотела закрепить полученный успех. Получившийся в итоге альбом завоевал и любовь фанатов, и гигантский коммерческий успех с такими хитами как «Bad Medicine», «Lay Your Hands on Me» и «I’ll Be There for You», которые до сих пор являются яркими украшениями живых выступлений группы. «Bad Medicine» и «I’ll Be There for You» — обе побывали на первом месте, «Born to Be My Baby» (№ 3), «Lay Your Hands on Me» (№ 7) и «Living in Sin» (№ 9) завершают этот список. «Blood on Blood» была так же популярна среди фанатов. New Jersey поддерживался и такими видео-релизами, как «New Jersey: The Videos» и «Access All Areas», и огромным 18-месячным туром, первоначально названным «The Jersey Syndicate Tour». В 1989 группа была хэдлайнером Moscow Music Peace Festival. Несмотря на огромную популярность группы, New Jersey практически привёл к распаду группы, поскольку они отправились в путь практически сразу после длительного турне в поддержку предыдущего альбома. Во время нового тура в поддержку New Jersey, Джон Бон Джови начал испытывать проблемы с голосом. Очень высокие ноты и выматывающее расписание концертов были постоянной угрозой. С помощью тренера по вокалу он закончил турне, но с тех пор стал петь на более низких тонах. Постоянная жизнь в дороге практически уничтожила хорошие взаимоотношения между группой. Самбора являлся соавтором многих песен, но его не устраивало то, что большая часть внимания доставалась исключительно Джону. Как замечено в «VH1’s Behind the Music», члены группы даже улетали на разных самолётах в конце тура в Guadalajara (Мексика) в начале 1990 года.

### Политическая деятельность
Группа Bon Jovi участвовала в концерте «Live Earth» в Медаулендсе в 2007 году, где была представлена бывшим вице-президентом Альбертом Гором. В 2008 году Джон Бон Джови поддержал предвыборную кампанию Хиллари Клинтон.
В 2022 году во время вторжения России на Украину во время турне по Европе Джон трижды прокричал «Слава Украине!» и спел песню «We Don't Run». Таким способ он поддержал Украину. В это время группа Bon Jovi помогает сама и призывает других присоединиться к программе помощи украинским переселенцам.

### Семья
Джон Бон Джови женат на Доротее Херли с апреля 1989 года. Четверо детей: Стефани Роуз (1993), Джесси Джеймс Льюис (1995), Джейкоб (2002) и Ромео Джон (2004).

## Фильмография
| Год  |   | Русское название        | Оригинальное название   | Роль                 |
| ---- | - | ----------------------- | ----------------------- | -------------------- |
| 1990 | ф | Молодые стрелки 2       | Young Guns II           | заключенный в яме    |
| 1995 | ф | Лунный свет и Валентино | Moonlight And Valentino | художник             |
| 1996 | ф | Лидер                   | The Leading Man         | Робин Гранж          |
| 1997 | ф | Любовники               | Little City             | Кевин                |
| 1997 | ф | Путь в никуда           | Destination Anywhere    | Джон                 |
| 1998 | ф | Не оглядываясь назад    | No Looking Back         | Майкл                |
| 1998 | ф | Доморощенный            | Homegrown               | Дэнни                |
| 1999 | ф | Греби                   | Row Your Boat           | Джейми Мидоус        |
| 1999 | с | Секс в большом городе   | Sex and the City        | Сет                  |
| 2000 | ф | Ю-571                   | U-571                   | лейтенант Пит Эмметт |
| 2000 | ф | Заплати другому         | Pay It Forward          | Рикки Маккинни       |
| 2002 | с | Элли Макбил             | Ally McBeal             | Виктор Моррисон      |
| 2002 | ф | Вампиры 2: День мёртвых | Vampires: Los Muertos   | Дерек Блисс          |
| 2005 | ф | Волк-одиночка           | Cry Wolf                | Рич Уокер            |
| 2006 | ф | Шайбу! Шайбу!           | Pucked                  | Фрэнк Хоппер         |
| 2006 | с | Западное крыло          | The West Wing           | в роли самого себя   |
| 2010 | с | Студия 30               | 30 Rock                 | в роли самого себя   |
| 2011 | ф | Старый Новый год        | New Year's Eve          | Дженсен              |

## Дополнительные факты
- Джон высоко ставил альбом Thin Lizzy Live and Dangerous, утверждая, что именно он побудил его выйти на сцену[13].
- Джон Бон Джови является владельцем команды по американскому футзалу «Филадельфия Соул»[14].
- Джон Бон Джови заявил, что хочет быть похороненным под песню «In My Life» группы The Beatles[15].
- Джон Бон Джови основал благотворительный фонд по борьбе с нищетой — «John Bon Jovi Soul Foundation», и уже оплатил строительство 260 домов в своём родном штате Нью-Джерси для местных жителей с невысоким уровнем дохода.
- Осенью 2011 года Бон Джови открыл первый ресторан «Soul Kitchen» (штат Нью-Джерси) в рамках своего проекта по борьбе с нищетой. Суть работы ресторана в том, что клиентам, у которых нет денег, просто предложат выполнить какую-нибудь работу «по хозяйству». В целом же предполагается, что каждый будет платить столько, сколько у него есть и сколько посчитает нужным. Для этих целей в меню предусмотрительно не указаны цены. На создание ресторана «Soul Kitchen» потребовалось около года и 250 тысяч долларов.
- В мультфильме «Король Лев» гриву подросшего Симбы художники срисовали с причёски Джона Бон Джови.